# Pressfeed
Pressfeed — онлайн-сервис в сфере медиа и PR. С помощью сервиса журналисты оставляют запросы на экспертные комментарии к готовящимся статьям, а зарегистрированные пользователи могут на них ответить, предоставив фактуру или мнения. Часть из этих ответов используется при последующем выходе материала в СМИ.
На сервисе зарегистрировано более 113 тыс. пользователей из числа экспертов и журналисты из 5200 СМИ.

## История
Сервис Pressfeed был запущен Константином Бочарским, редактором ИД «Коммерсантъ», в декабре 2014 года. При разработке учитывался опыт HARO, близкого по функционалу сервиса на рынке медиа в США.
В 2015 году сервис Pressfeed стал победителем ряда премий в области медиа и PR, в том числе российского этапа PROBA IPRA GOLDEN WORLD AWARDS в номинации «Лучший инновационный проект в области коммуникаций» и обладателем Гран-при.
В 2015 году часть доли Бочарского была продана и в проекте появились миноритарные владельцы.
В 2016 году на сервисе начала работать монетизация — появились платные аккаунты. Взаимодействие между журналистом и экспертом по-прежнему строится на безвозмездной основе и журналисты пользуются сервисом бесплатно, но у экспертов на бесплатном аккаунте стало ограничено количество ответов на запросы.
В 2021 году сервис стал победителем стартап-конкурса Finlanding.

## Деятельность
Проект оценивается как один из успешных примеров уберизации и цифровой трансформации рынка медиа и PR. Исследователями предлагаются несколько вариантов для обозначения нового формата коммуникаций между журналистами и сотрудниками пресс-служб, в частности термин media catching. В статье профессоров Мичиганского университета и Университета Сан-Франциско, сервис Pressfeed называется самым заметным проектом в этом направлении за пределами США.
Основная часть запросов на сервисе связана с федеральной повесткой, реже журналисты обращаются за комментариями по международной политике и событиям в российских регионах. Чаще всего запрашиваются экспертные мнения по теме здоровья, финансов, бизнеса и менеджмента, юриспруденции, IT, психологии.
В рамках сервиса были запущены образовательные и медиа-проекты: Pressfeed.Журнал и Академия. Для создания контента и записи видео курсов привлекаются эксперты по PR и работе с медиа, а журнал работает по модели UGC (user-generated content).
Помимо монетизации с помощью подписки, Pressfeed также зарабатывает с помощью «Виртуального пиарщика», предоставляя пользователям аутсорс услуги по инициированию публикаций в СМИ.
Благодаря большому количеству данных о работе журналистов, сервис часто является источником информации для исследований в области медиа.